# Des fleurs sur la neige
Des fleurs sur la neige est une mini-série québécoise en quatre épisodes de 47 minutes scénarisée par Jean-Paul LeBourhis et Jean Lepage, basée sur le roman du même nom, et diffusée du 7 au 28 mars 1991 à la Télévision de Radio-Canada.

## Synopsis
Basé sur les premier et deuxième volumes de la biographie de Élisa Trudel, cette mini-série raconte l'enfer vécu par une enfant du Québec née en 1957. Élisa a toujours cherché à se faire aimer de sa mère qui l'a maltraitée depuis sa naissance. Battue quotidiennement, elle a vécu durant 16 ans dans des conditions d'une extrême violence, jusqu'à ce que le directeur de son école plaide son cas aux services sociaux qui retireront la jeune fille de sa famille de tortionnaires. N'ayant connu que les coups, les insultes (elle a même été poignardée à la jambe par sa mère) et le harcèlement sexuel fait par son beau-père, la jeune Élisa n'a aucune notion de ce qui est normal ou non, que ce soit en famille ou en société et là sera son vrai combat.

## Fiche technique
- Scénarisation : Jean-Paul Le Bourhis et Jean Lepage, d'après le roman d'Élisa Trudel
- Réalisation : Jean Lepage
- Société de production : Productions SDA

## Distribution
- Céline Dion : Élisa Trudel
- Han Masson : Martha Gélinas-Trudel
- Normand Chouinard : Gérard Trudel
- Roger Léger : Arthur Sirois
- Louise Richer : Florence Benoît
- Sabrina Laflamme : Élisa Trudel (10-13 ans)
- Marie Charlebois : Diane Trudel
- Yannick Beaudoin : Richard Trudel
- Marie-Ève Boisvert : Sylvie Trudel
- Amulette Garneau : Rollande Gélinas
- Emmanuel Charest : Luc Savaria
- Danielle Bissonnette : Adrienne Benoît
- Sophie Clément : Jeanne Lasalle
- Yves Massicotte : Pierre Lasalle
- Jean-Pierre Gonthier : Alain Lasalle
- Charlotte Bernard : Louise Lasalle
- Claude Prégent : Guy St-Laurent
- Chantal Baril : Henriette St-Laurent
- Patrick Huneault : Antoine St-Laurent
- Gildor Roy : Clément Roy
- Yvon Bouchard : M. Beaulieu
- Claude Préfontaine : Juge de l'aide sociale
- Julie Houde : Diane Trudel (9-12 ans)
- Marjolaine Lemieux : Pouloupe
- Guy Jodoin : Livreur de circulaires
- Éric Bernier : André